# Kaduela (Cadasari)
Kaduela is een bestuurslaag in het regentschap Pandeglang van de provincie Banten, Indonesië. Kaduela telt 1549 inwoners (volkstelling 2010).